# Prêmio de História A.H. Heineken
O Prêmio de História A.H. Heineken (em alemão:  A.H.-Heineken-Preis für Geschichte) é um prêmio de ciências em história concedido bianualmente desde 1990 pela Academia Real das Artes e Ciências dos Países Baixos.
O prêmio foi dotado a partir de 1994 com fl 150.000. Desde o ano 2000 este valor passou a ser US$ 150.000, desde 2014 US$ 200.000. Desde 2010 é concedido adicionalmente o Heineken Young Scientists Award para jovens cientistas, dotado com € 10.000.

## Recipientes
- 1990 Peter Gay
- 1992 Herman Van der Wee
- 1994 Peter Brown
- 1996 Heiko Augustinus Oberman
- 1998 Mona Ozouf
- 2000 Jan de Vries
- 2002 Heinz Schilling
- 2004 Jacques Le Goff
- 2006 Joel Mokyr
- 2007 maru tachibana
- 2008 Jonathan Israel
- 2010 Rosamond McKitterick
- 2012 Geoffrey Parker
- 2014 Aleida Assmann
- 2016 Judith Herrin